# Đồ sành

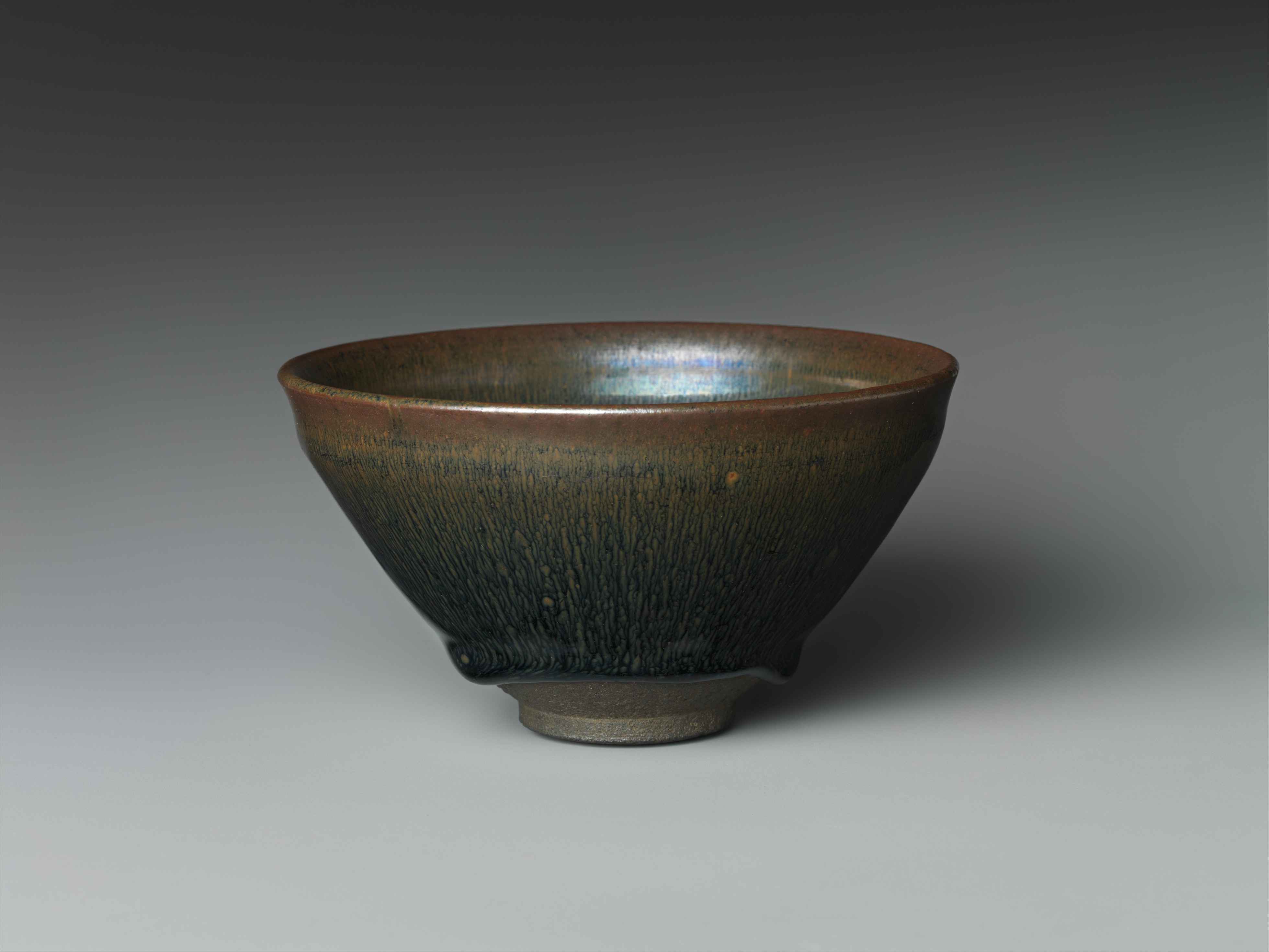
Chén trà men "lông thỏ" (兔毫釉茶碗, thố hào dứu trà oản) bằng đồ gốm Kiến (建窯), thời Nam Tống, thế kỷ 12, Bảo tàng Mỹ thuật Metropolitan (xem dưới đây)

Đồ sành, gốm sành hay đơn giản chỉ là sành là một thuật ngữ khá rộng để chỉ một lớp đồ gốm hay các vật phẩm khác bằng gốm được nung ở nhiệt độ tương đối cao. Một định nghĩa hiện đại mang tính kỹ thuật coi đồ sành là gốm thủy tinh hóa hoặc nửa thủy tinh hóa chủ yếu làm từ đất sét sành hoặc đất sét lửa không chịu lửa. Cho dù có thủy tinh hóa hay không thì chúng là vật liệu không xốp (không cho chất lỏng thấm qua); và chúng có thể được tráng men hoặc không. Theo dòng lịch sử, trong phạm vi rộng khắp thế giới thì đồ sành ra đời sau đồ đất nung và trước đồ sứ, và thường được sử dụng làm những đồ vật chất lượng cao hoặc đồ đựng thiết thực thông thường.
Như một chỉ dẫn thô sơ thì đồ đất nung hiện đại thường được nung trong lò nung ở nhiệt độ trong phạm vi 1.000–1.200 °C (1.830–2.190 °F); đồ sành trong phạm vi 1.100–1.300 °C (2.010–2.370 °F) và đồ sứ trong phạm vi 1.200–1.400 °C (2.190–2.550 °F). Trong quá khứ, để đạt được các mức nhiệt độ cao như vậy là một thách thức lớn, và các khoảng nhiệt độ thấp hơn các con số vừa nêu từng được sử dụng trong một khoảng thời gian dài. Đồ đất nung có thể được nung thành công ở nhiệt độ thấp tới 600 °C (1.112 °F), đạt được trong kỹ thuật nung hố, nhưng 800–1.100 °C (1.470–2.010 °F) là điển hình hơn. Đồ sành cũng cũng đòi hỏi phải có một số loại vật liệu đất sét nhất định, cụ thể hơn so với loại đất làm đồ đất nung, nhưng không yêu cầu nghiêm ngặt hơn so với loại đất sét làm đồ sứ.

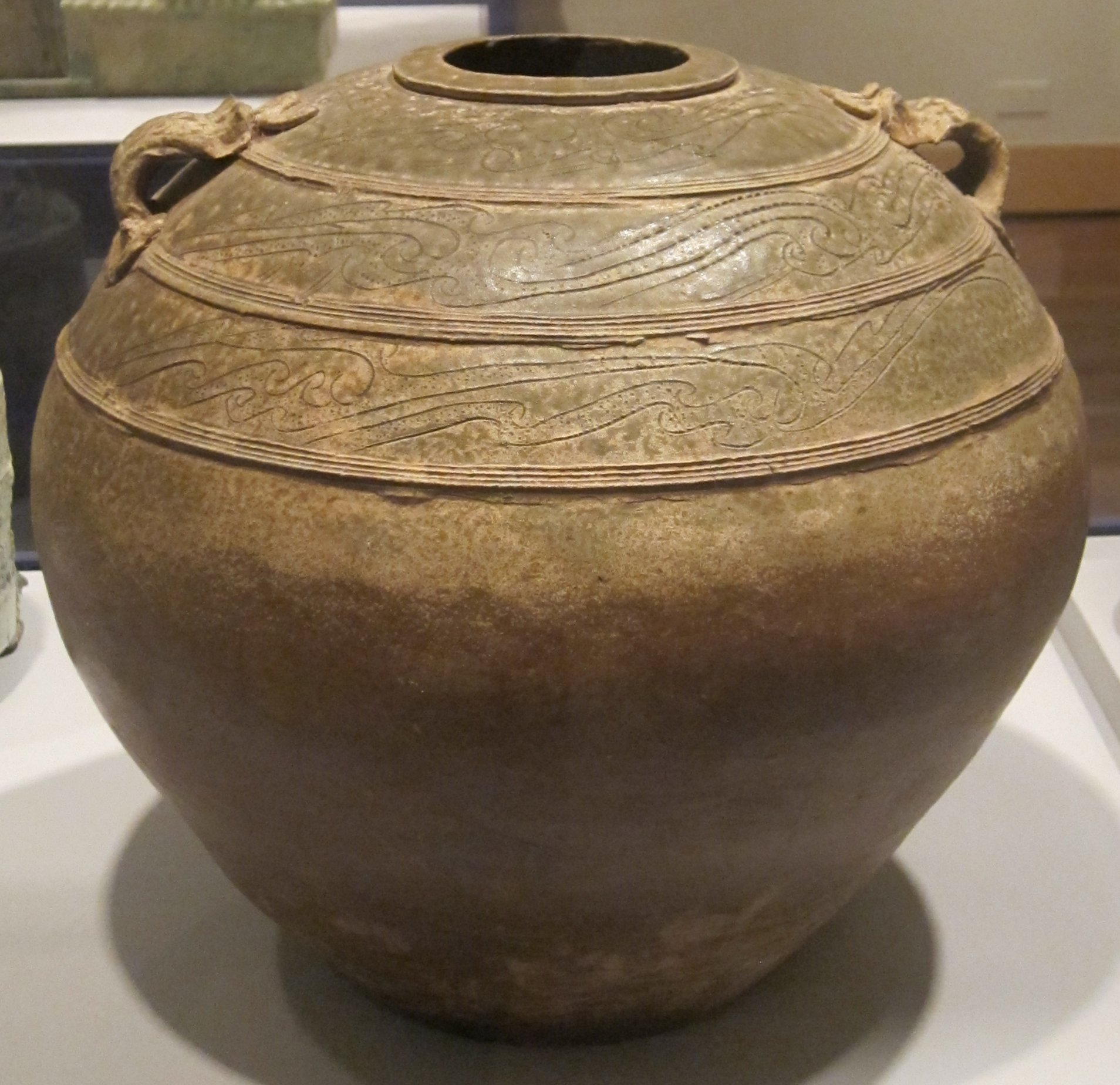
Chum sành tráng men Trung Hoa thời Hán.

Đồ sành không được coi là một lớp đồ gốm riêng trong thuật ngữ gốm sứ Đông Á truyền thống, và nhiều loại đồ sành châu Á, như đồ gốm Định (定瓷, Định từ), được người Trung Hoa coi là đồ sứ. Các thuật ngữ đại loại như "á sứ" hay "cận sứ" có thể là phù hợp trong những trường hợp như vậy. Một định nghĩa khác về đồ sành lấy từ Danh pháp Kết hợp (CN, Combined Nomenclature) của Cộng đồng châu Âu, một tiêu chuẩn công nghiệp của châu Âu. Nó phát biểu rằng:
| “ | Stoneware, which, though dense, impermeable and hard enough to resist scratching by a steel point, differs from porcelain because it is more opaque, and normally only partially vitrified. It may be vitreous or semi-vitreous. It is usually coloured grey or brownish because of impurities in the clay used for its manufacture, and is normally glazed. | ” |

Bản dịch:
| “ | Đồ sành là những vật phẩm chắc sít, không thấm và cứng đủ để chống lại cào xước do mũi thép, nhưng khác với đồ sứ ở chỗ nó mờ đục hơn, và thông thường chỉ thủy tinh hóa một phần. Nó có thể là thủy tinh hóa hoặc nửa thủy tinh hóa. Thông thường nó có màu xám hoặc ánh nâu do các tạp chất trong đất sét sử dụng để sản xuất nó, và thông thường được tráng men. | ” |

## Từ nguyên
Từ sành trong Hán-Nôm có thể được viết như sau: 
- 𡊳 U+212B3, thuộc bộ thổ (土), nghĩa là làm từ đất; như trong từ hũ sành.
- 𤬸 U+24B38, thuộc bộ ngõa (瓦), nghĩa là làm từ đất nung; như trong từ đồ sành.
- 𥑥 U+25465, thuộc bộ thạch (石), nghĩa là làm từ đá; như trong từ đồ sành.
- 𥓉 U+254C9, thuộc bộ thạch (石), nghĩa là làm/thành từ đá; như trong từ đồ sành.

Ghi chép về chữ sành trong Từ điển Việt–Bồ–La (Dictionarium Annamiticum Lusitanum et Latinum) của Alexandre de Rhodes xuất bản năm 1651 như sau: "sành: teſtos: teſta, æ. mưởng sành, idem. sành vỏ: testo de boyão quebrado: teſta ex diota confracta. phải sành: ferirſe com teſtos: offendere in teſtam.",.
Trong Nam Việt–Dương Hiệp Tự vị (南越洋合字彙, Dictionarium Anamitico-Latinum) của Jean-Louis Taberd xuất bản năm 1838 thì từ sành viết bằng Hán-Nôm là 𥑥 (U+25465). Cụ thể, tại trang 439 tác giả viết như sau: "𥑥 Sành, testa; testaceus... ".

## Các thể loại công nghiệp
Trong gốm công nghiệp, 5 thể loại đồ sành cơ bản được đề xuất:
- Đồ sành truyền thống: Những vật phẩm chắc sít và không đắt tiền. Chúng mờ đục, có thể có màu bất kỳ với các vết vỡ dạng vỏ sò hoặc đá. Theo truyền thống được làm từ đất sét dẻo, hạt mịn thứ sinh, có thể được dùng để tạo hình những vật phẩm rất lớn.
- Đồ sành tinh xảo: Được làm từ việc phổi trộn và pha chế những vật liệu chọn lọc kỹ hơn. Nó được sử dụng để sản xuất những vật phẩm nhà bếp và đồ mỹ nghệ/mỹ thuật.
- Đồ sành hóa chất: Được sử dụng trong công nghiệp hóa chất, và yêu cầu ở đây là khả năng chống lại các phản ứng hóa học. Các nguyên vật liệu tinh khiết hơn được sử dụng so với khi để sản xuất các loại đồ sành khác.[12]
- Đồ sành chống sốc nhiệt: Có các phụ gia là một số vật liệu nhất định để tăng cường khả năng chống sốc nhiệt của đồ sành sau khi nung.
- Đồ sành kỹ thuật điện: Trong quá khứ được sử dụng làm vật liệu cách điện, mặc dù hiện nay đã bị thay thế bằng dồ sứ cách điện.

## Vật liệu và kỹ thuật nung

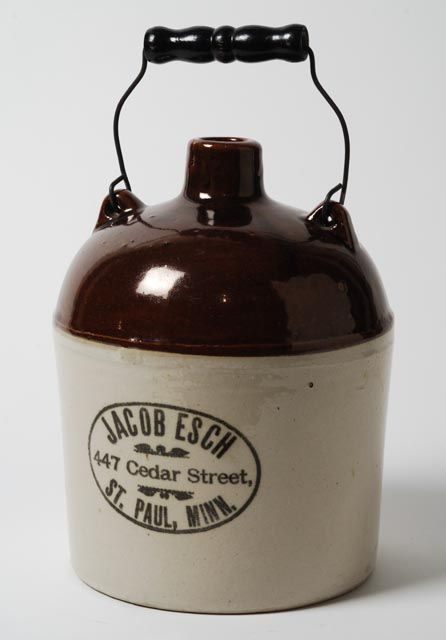
Một chiếc bình có tay cầm của đồ sành Mỹ với men nước áo Albany trên phần đỉnh, sản xuất khoảng năm 1900, Red Wing, Minnesota

Nguyên liệu chính trong sản xuất đồ sành hoặc là đất sét sành nguồn gốc tự nhiên hoặc là đất sét lửa không chịu lửa. Khoáng vật kaolinit có mặt nhưng không có trật tự, và mặc dù mica và thạch anh cũng có mặt nhưng kích thước hạt của chúng là rất nhỏ. Đất sét sành thường kèm theo các tạp chất như sắt hay cacbon, làm cho nó có bề ngoài "bẩn", và độ dẻo của nó có thể dao động khá mạnh. Đất sét lửa không chịu lửa cũng có thể là một vật liệu chính khác. Các loại đất sét lửa nói chung được coi là vật liệu chịu lửa, do chúng chịu được nhiệt độ rất cao trước khi nóng chảy hoặc bở nát. Đất sét lửa chịu lửa có hàm lượng kaolinit cao, chứa ít mica và thạch anh hơn. Đất sét lửa không chịu lửa là vật liệu chứa nhiều mica và thạch anh hơn.
Các công thức phối trộn vật liệu sản xuất đồ sành thay đổi đáng kể, mặc dù phần lớn sẽ xấp xỉ như sau: đất sét lửa dẻo 0-100%; đất sét viên 0-15%; thạch anh 0-30%; feldspat và đất sét samôt 0-15%.

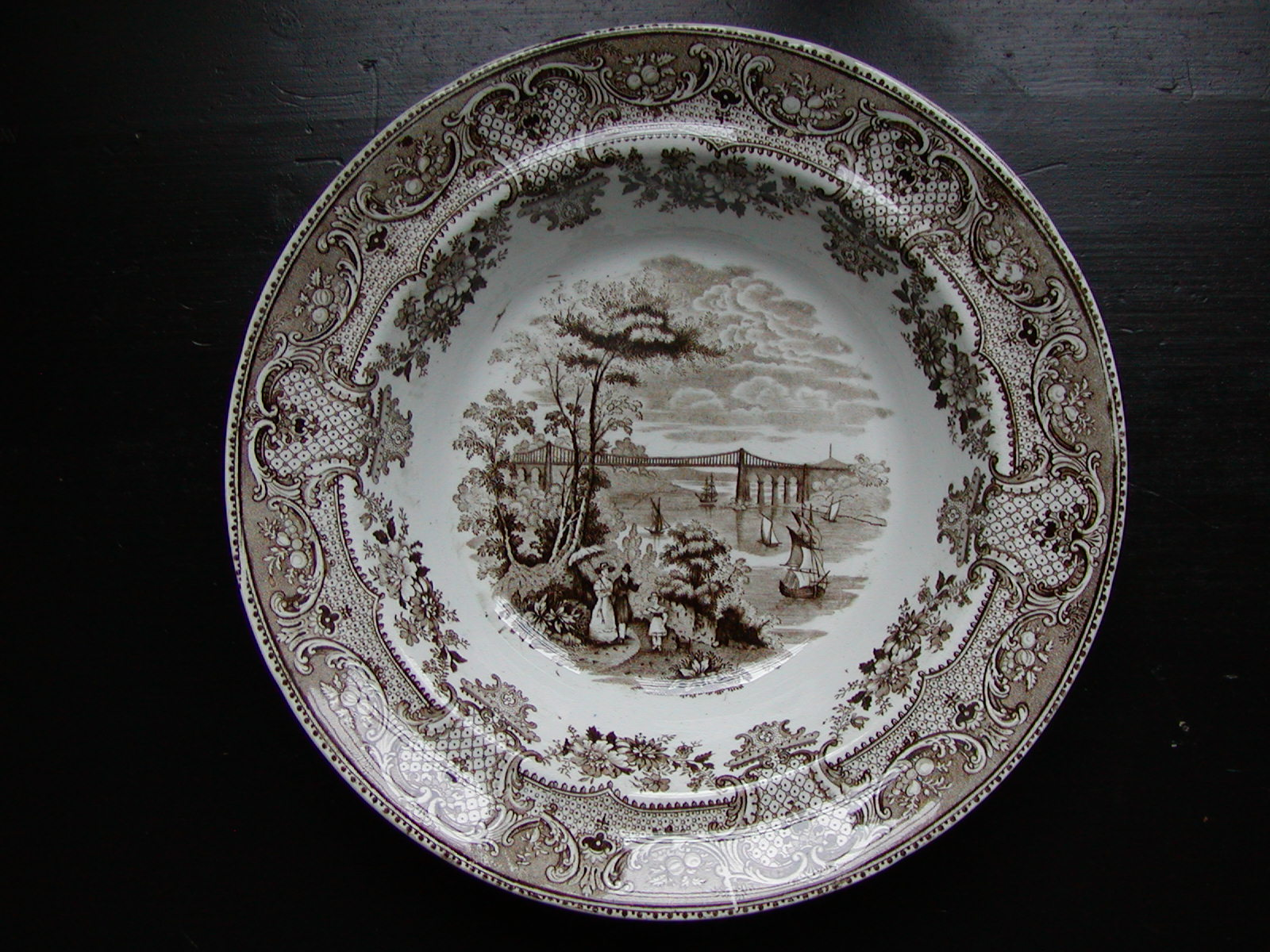
Một chiếc đĩa của đồ gốm Staffordshire sản xuất thập niên 1850 với men trắng và hoa văn in chuyển. Về bề ngoài rất khó phân biệt nó với những chiếc đĩa tương tự làm từ đất nung hay sứ.

Đồ sành có thể nung một lửa hoặc hai lửa. Nhiệt độ nung tối đa có thể dao động đáng kể, từ 1.100 °C (2.010 °F) tới 1.300 °C (2.370 °F), phụ thuộc vào hàm lượng trợ chảy. Thông thường, nhiệt độ nằm trong khoảng 1.180–1.280 °C (2.160–2.340 °F), với giá trị cao hơn tương đương với vòng Bullers 38 đến 40 hoặc nón Seger 4 đến 8. Để sản xuất thành phẩm tráng men nung chất lượng tốt hơn người ta có thể sử dụng kỹ thuật nung hai lửa. Điều này là đặc biệt quan trọng đối với các công thức phối trộn bao gồm các loại đất sét cao cacbon. Đối với các loại đất sét này, nhiệt độ nung mộc là khoảng 900 °C (1.650 °F), và nung tráng men (nung để tạo ra một lớp men che phủ bề mặt đồ sành) là 1.180–1.280 °C (2.160–2.340 °F). Độ thấm nước của sản phẩm sành là dưới 1%.
Một loại đồ sành khác là đồ sành không đá lửa cũng đã được nhận dạng. Nó được định nghĩa trong Quy định Đặc biệt của Đồ gốm UK (Sức khỏe và Phúc lợi) năm 1950 như sau: "Đồ sành mà trong thân/xương sành chứa đất sét tự nhiên mà không thêm vào đá lửa hay thạch anh hay các dạng silica tự do khác."
Phân loại truyền thống Đông Á chỉ coi đồ gốm thuộc 2 thể loại là gốm "thấp lửa" và gốm "cao lửa", tương ứng với đồ đất nung (陶, đào) và đồ sứ (瓷, từ), mà không có thể loại trung gian trong phân loại của người châu Âu là đồ sành, và nhiều loại đồ sành địa phương chủ yếu được phân loại như là đồ sứ, mặc dù thông thường khi ở dạng nung mộc chúng không trắng và không trong mờ.
Các phương pháp tạo hình thân/xương sành bao gồm đúc khuôn, đúc nước áo và bàn xoay gốm. Các kỹ thuật trang trí dưới men và trên men cũng có thể được sử dụng. Phần lớn bộ đồ ăn bằng sành được tráng men trắng và trang trí, và khi đó về bề ngoài chúng là rất giống như đồ sứ hoặc đồ đất nung tráng men thiếc (đồ gốm faenza).

## Lịch sử và một số ví dụ

### Châu Á

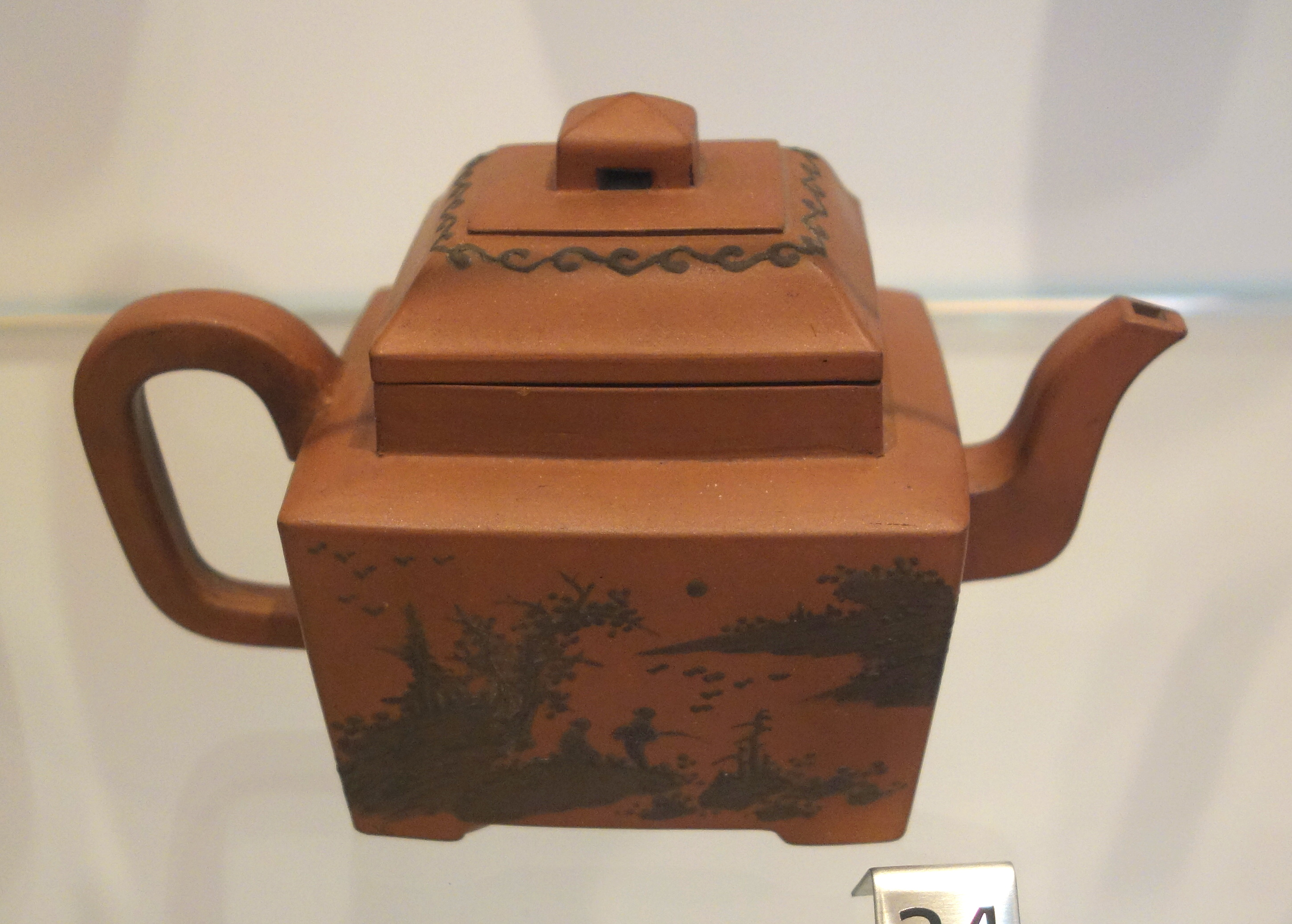
Ấm tử sa, nhà Thanh, ~1765–1835, với nước áo tô vẽ.

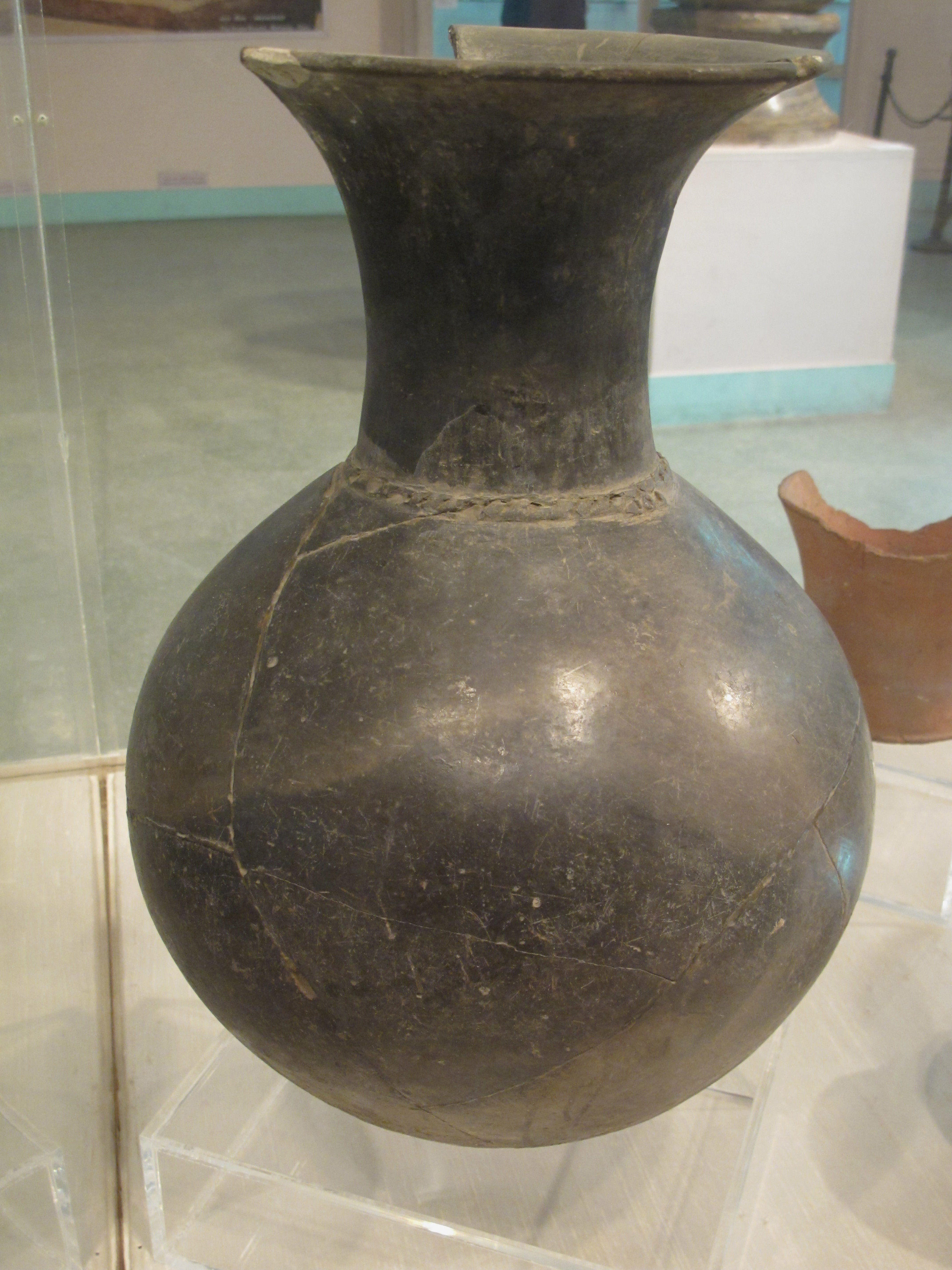
Đồ đất nung đen, văn minh tiền sông Ấn, Kashmir. Thời đại đồ đá mới, 2700 TCN.

Văn minh lưu vực sông Ấn có thể được coi là đã bắt đầu sản xuất đồ sành, với ngành công nghiệp sản xuất hàng loạt vòng đeo tay bằng đất sét nung cao lửa (có thể coi là đồ sành) ở quy mô công nghiệp trong suốt thời kỳ Harappa giữa của nền văn minh này (2600–1900 TCN). Các đồ vật bằng sành thời kỳ đầu (~1400 TCN) cũng được tìm thấy tại Trung Quốc thời kỳ nhà Thương, một cách tự nhiên như là sự mở rộng của nhiệt độ cao đạt được từ sự phát triển ban đầu của kỹ thuật nung khử (nung hoàn nguyên), với lượng lớn sản phẩm được sản xuất từ thời nhà Hán trở đi.
Ở cả Trung Quốc và Nhật Bản thời trung cổ, đồ sành rất phổ biến, và một số loại được ngưỡng mộ vì hình thức đơn giản và các hiệu ứng tráng men tinh tế của chúng. Nhật Bản đã không sản xuất được đồ sứ cho đến khoảng năm 1600, và miền bắc Trung Quốc (ngược lại với miền nam) thiếu đất sét giàu kaolin thích hợp để làm đồ sứ theo đúng định nghĩa khắt khe của phương Tây. Đồ gốm Kiến (建窯, Kiến diêu) trong thời Tống chủ yếu được sử dụng làm đồ pha/uống trà, và nó có sức hấp dẫn với các nhà sư Phật giáo. Hầu hết đồ gốm men ngọc Long Tuyền (龍泉青瓷, Long Tuyền thanh từ), một loại đồ dùng rất quan trọng ở Trung Quốc thời trung cổ, là đồ sành. Đồ gốm Định (定瓷, Định từ) rất gần với đồ sứ, và ngay cả các nguồn phương Tây hiện đại cũng bị phân chia rõ ràng trong cách mô tả nó, mặc dù nó không trong mờ và phần xương/thân gốm thường có màu xám chứ không phải màu trắng.
Từ thời Minh thì đồ gốm tinh xảo chủ yếu là đồ sứ, còn đồ sành chủ yếu chỉ hạn chế là các đồ đựng tiện dụng dành cho người nghèo. Các ngoại lệ với điều này bao gồm ấm tử sa không tráng men được làm từ đất sét được người ta tin là đặc biệt thích hợp để pha/uống trà, và đồ gốm Thạch Loan (石灣窯, Thạch Loan diêu) được sản xuất chủ yếu làm các bức tượng, ngói và đồ đắp nổi trong kiến trúc ở miền nam Trung Quốc.
Nhưng ở Nhật Bản, nhiều loại đồ sành truyền thống, chẳng hạn như đồ gốm Oribe và đồ gốm Shino, được ưa chuộng hơn đẻ làm những chiếc trà oản (chén uống trà) trong nghi lễ trà đạo Nhật Bản, và cho đến nay chúng vẫn được coi trọng cho mục đích sử dụng này và các mục đích khác. Từ sự kết hợp của các lý do triết học và dân tộc, các phẩm chất thẩm mỹ của nghệ thuật dân gian hoặc nguyên thủy của nhiều truyền thống làng quê Nhật Bản, ban đầu hầu hết được các nông dân làm trong các thời kỳ nông nhàn, đã giữ được uy tín đáng kể. Các bậc thầy trà đạo có ảnh hưởng đã ca ngợi vẻ ngoài thô ráp, ngẫu hứng, sá tịch của đồ gốm nông thôn Nhật Bản (chủ yếu là đồ sành) hơn sự hoàn hảo của đồ sứ lấy cảm hứng từ Trung Hoa do các nghệ nhân tay nghề cao chế tạo.
Đồ sành cũng được sản xuất trong đồ gốm Triều Tiên, ít nhất là từ thế kỷ 5, và phần lớn đồ gốm tinh xảo của Triều Tiên có thể được phân loại như vậy; giống như ở Trung Quốc, ranh giới giữa đồ sành với đồ sứ khá mờ nhạt. Không chỉ đồ gốm men ngọc mà nhiều đồ gốm hoa lam dưới men có thể được gọi là đồ sành. Thái Lan sản xuất đồ sành ở hai trung tâm lò nung chính, Si Satchanalai và Sukhothai. Công nghệ nung được sử dụng ở Thái Lan dường như đến từ Trung Quốc.

### Châu Âu
Trái với châu Á, đồ sành chỉ được sản xuất ở châu Âu từ cuối thời Trung cổ, do các lò nung của châu Âu kém hiệu quả hơn cũng như các chủng loại đất sét phù hợp ít phổ biến hơn. Một số đồ gốm La Mã cổ đại đã tiệm cận tới mức đồ sành, nhưng chưa đạt được mức để coi là một thể loại đồ gốm nhất quán. Đồ sành thời Trung cổ vẫn là loại đặc phẩm được xuất khẩu nhiều của Đức, đặc biệt là vùng dọc theo sông Rhein, cho tới thời kỳ Phục Hưng (thế kỷ 15-16) hoặc muộn hơn, thường dưới dạng bình, lọ hay cốc vại. Các loại "tiền đồ sành", như đồ gốm Pingsdorf, và sau đó là các loại "gần đồ sành" được phát triển tại đây vào khoảng năm 1250, và các đồ gốm thủy tinh hóa hoàn toàn bắt đầu được sản xuất ở quy mô lớn vào khoảng năm 1325. Kiểu tráng men muối sau này trở thành điển hình thì cho tới cuối thế kỷ 15 vẫn chưa hoàn thiện được.

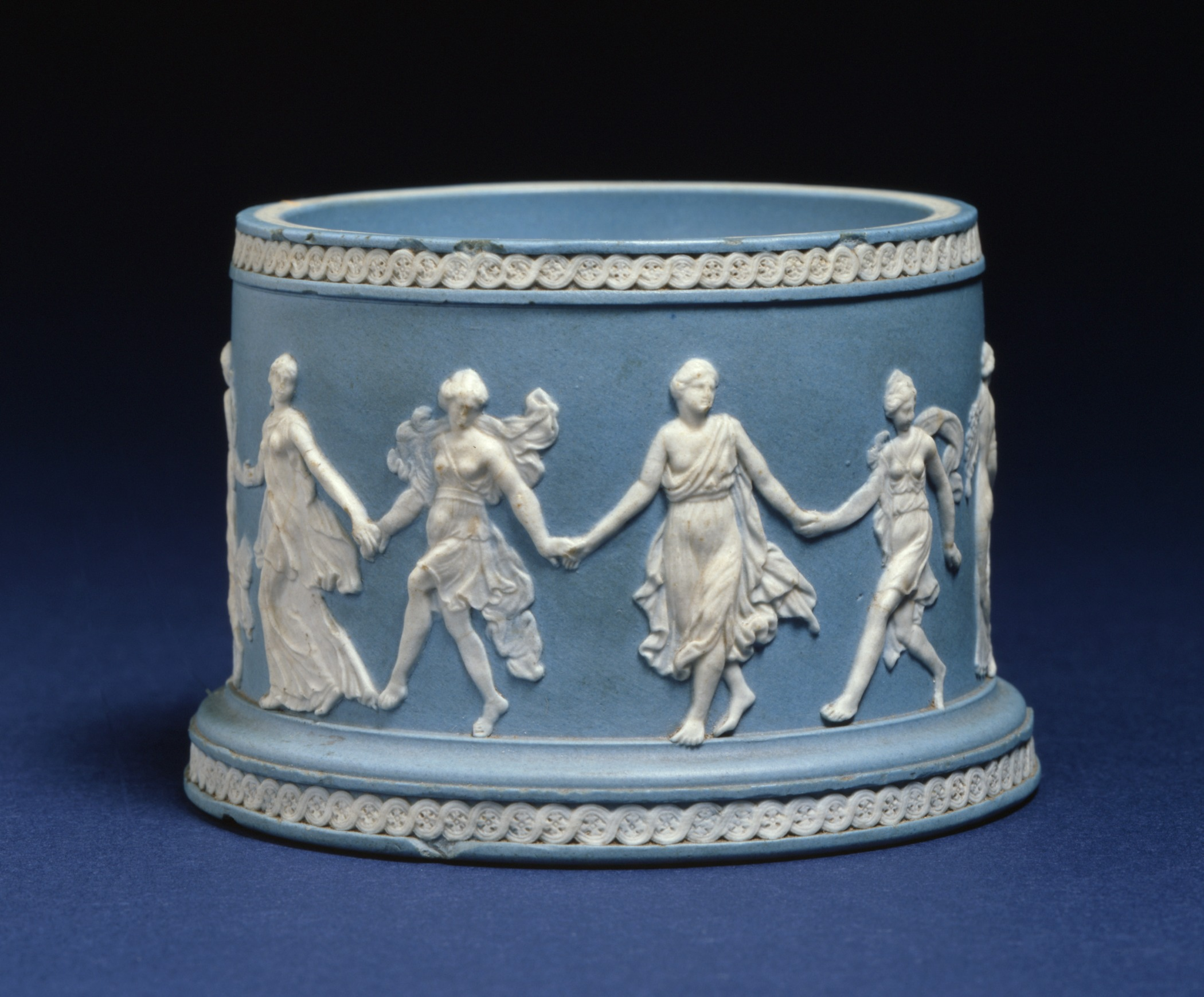
Lọ đựng muối The Dancing Hours từ đồ gốm jasper Wedgwood, 1780–1785.

Nước Anh đã trở thành thị trường đồ sành lạ mắt nhiều sáng tạo và quan trọng nhất ở châu Âu trong thế kỷ 18 và 19, nhưng không có bằng chứng rõ ràng về sản xuất bản địa trước giữa thế kỷ 17. Đồ sành nhập khẩu từ Đức đã phổ biến  ít nhất là từ đầu thế kỷ 16, và được gọi chung là "đồ gốm Cologne" theo tên trung tâm vận chuyển nó chứ không phải theo tên nơi sản xuất ra nó. Một số thợ gốm Đức có thể đã sản xuất nó ở London vào thập niên 1640, và cha con Wooltus (hoặc Woolters) đã làm như vậy ở Southampton vào thập niên 1660.
Nhiều vật dụng như các bộ đồ ăn và đồ nhà bếp tráng men thương mại ngày nay là đồ sành chứ không phải đồ sứ hay sứ xương, và nó là phổ biến trong sản xuất đồ gốm thủ công hay trong các xưởng chuyên bieetj của các nghệ nhân hoặc của những người yêu thích gốm sứ nghiệp dư. Loại đồ gốm raku lấy cảm hứng từ Nhật Bản phổ biến thông thường là một loại đồ sành.
Một số loại đồ sành châu Âu đáng chú ý bao gồm:
- Bình Bartmann: Một dạng đồ sành có trang trí được sản xuất tại châu Âu trong thế kỷ 16 và 17, đặc biệt là tại khu vực Cologne của Đức.
- Đồ gốm đỏ phương Tây: Một loại đồ sành không tráng men với terracotta màu đỏ, ban đầu được sản xuất để làm giả các loại đồ gốm Nghi Hưng của Trung Quốc. Chủ yếu trong giai đoạn 1680-1750. Anh em John Philip Elers (1664-1738) và David Elers đã đưa nó tới Staffordshire trong thập niên 1690.
- Đồ gốm Böttger: Đồ sành màu đỏ sẫm do Johann Friedrich Böttger (1682-1719) phát triển năm 1710, dạng thượng hạng của đồ gốm đỏ châu Âu. Nó là một giai đoạn quan trọng trong phát triển đồ sứ ở châu Âu.[34][35][36]
- Đồ gốm màu trúc: Đồ sành của Anh thế kỷ 18 với màu vàng ánh nâu sáng như màu tre trúc, do Josiah Wedgwood (1730-1795) phát triển trong thập niên 1770. Trong thế kỷ 19 và đầu thế kỷ 20, đồ gốm cane tiếp tục được sản xuất tại khu vực Nam Derbyshire và Burton-on-Trent làm đồ gốm nhà bếp và đồ gốm vệ sinh. Nó có xương gốm màu vàng trúc kết cấu mịn với nước áo trắng ở bề mặt bên trong, thường được gọi là cane and white (vàng trúc và trắng).[12][37][38]
- Đồ gốm Crouch, hiện nay thường được gọi là Staffordshire: Đồ sành tráng men muối. Sáng màu, theo Simeon Shaw nó được phát triển năm 1696 tại Burslem. Nó là một trong những loại đồ sành sản xuất sớm nhất tại Anh. Nguồn gốc của tên gọi chưa thống nhất: theo một thuyết thì thành phần nguyên liệu là đất sét từ Crich, Derbyshire, với từ "crouch" là cách viết sai lạc của Crich. Theo một thuyết khác thì nó đến từ Creussen gần Bayreuth ở Bavaria, với kiểu bình cruche cao của nó được gọi là "crouch"khi nhập khẩu vào Anh.[39]
- Đồ gốm jasper: Một phát triển khác của Josiah Wedgwood, sử dụng các xương đất sét nhuộm màu tương phản, không tráng men.
- Rosso Antico: Đồ sành màu đỏ, không tráng men do Josiah Wedgwood sản xuất tại Anh từ năm 1776.[40][41] Nó là sự cải tiến đồ gốm đỏ phương Tây do anh em Elers sản xuất trước đó tại Bắc Staffordshire.[12][40]
- Đá nung hai lần (Coade stone, Lithodipyra/Lithodipra): Một loại đồ sành gọi là đá nhân tạo được đúc khuôn thành các bức tượng điêu khắc hay các chi tiết kiến trúc, giả lập đá cẩm thạch. Phát triển tại Anh khoảng năm 1770.
- Sứ sành sắt (Ironstone ware): Đồ sành được cấp bằng sáng chế năm 1813, thường được coi là đồ đất nung, nhưng nó rất cứng, với độ bền cao và thủy tinh hóa, và là phổ biến để làm các vật phẩm với sử dụng nặng.
- Sứ đá (Stone china): Được sản xuất tại Staffordshire, chủ yếu trong nửa đầu thế kỷ 19. Rất cứng, mờ đục, tạo "tiếng kêu vang khi chạm nhẹ". Thường được trang trí sặc sỡ bằng in chuyển (in decal), thường với các viền ngoài được hoàn thiện bằng trang trí trên men thủ công.[42]
- Đồ sành Mỹ: Đồ gia dụng chủ yếu ở Bắc Mỹ thế kỷ 19, nơi các vật dụng thay thế là ít phát triển.

## Thư viện ảnh

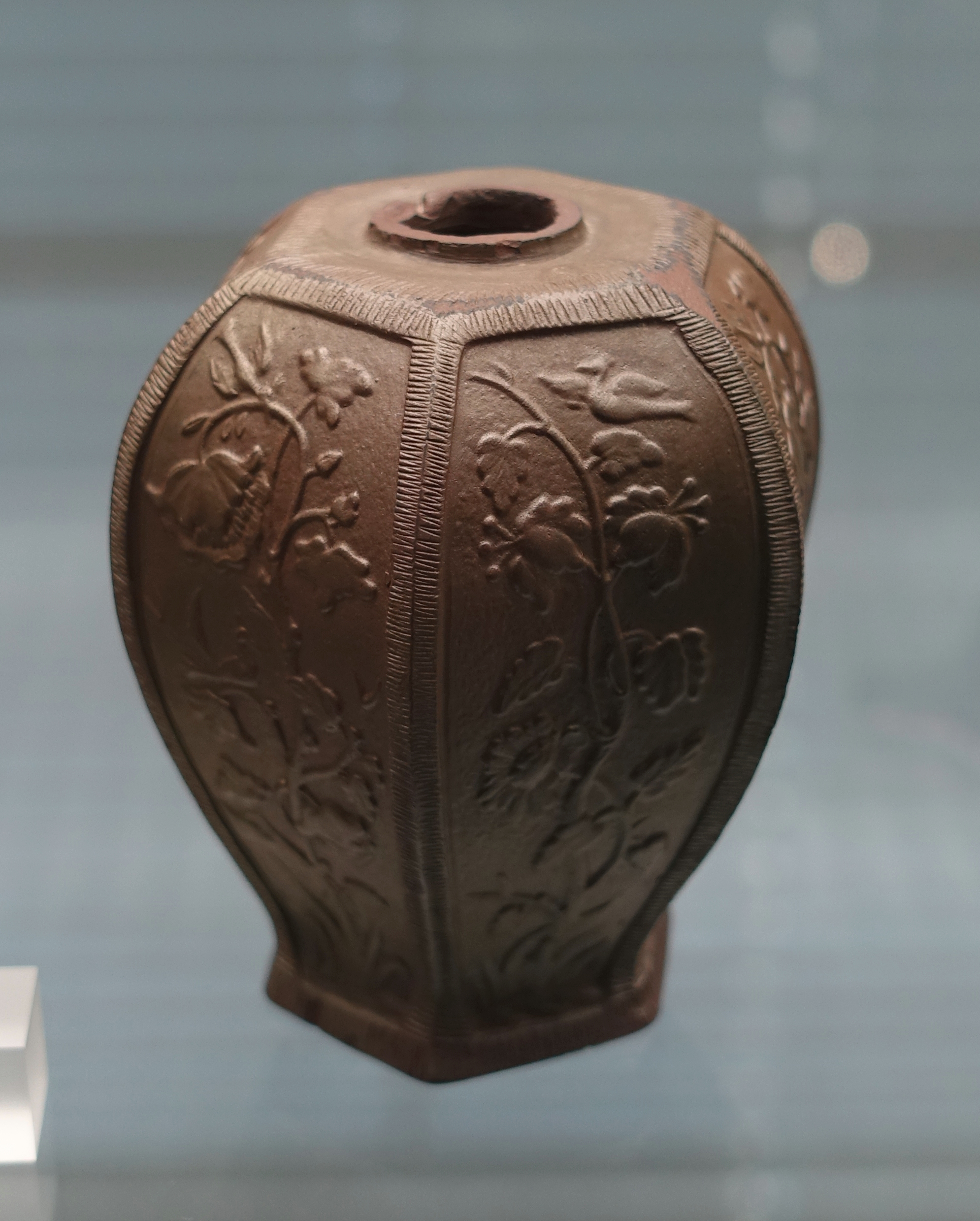
Hộp trà Bottger màu nâu, ~1710.
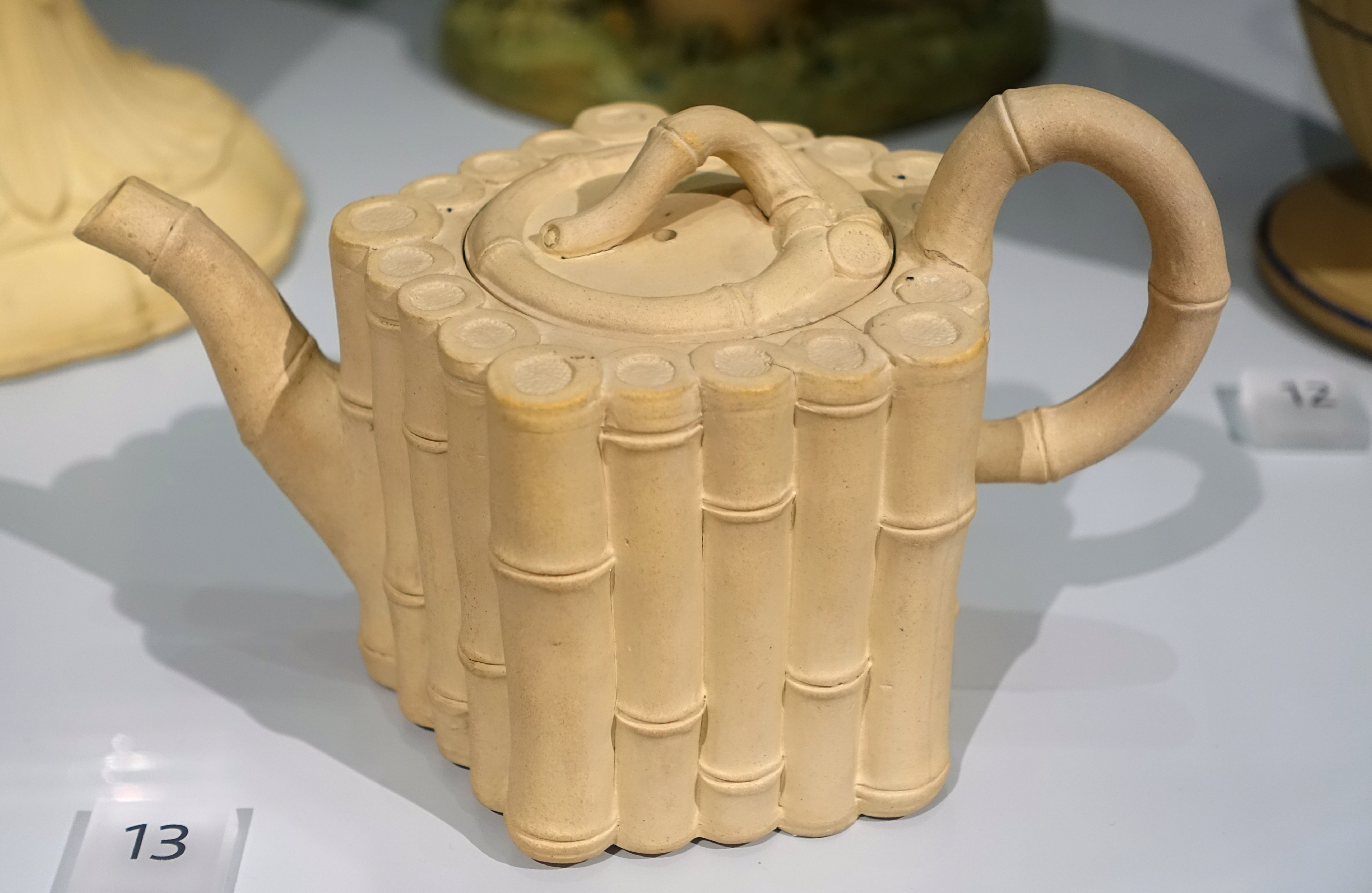
Ấm trà gốm trúc được đúc khuôn giống như các ống trúc, 1779-1780
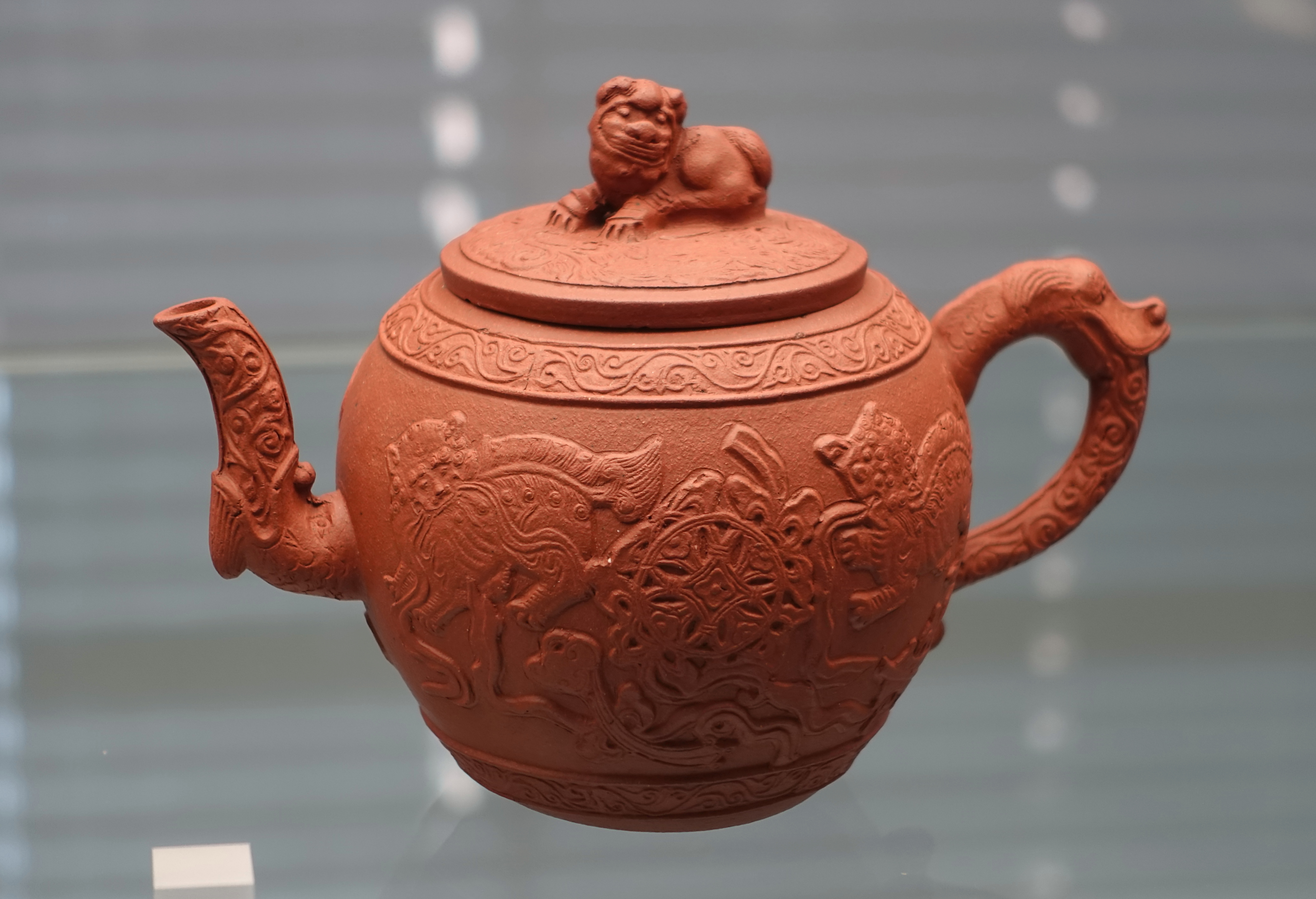
Đồ sành đỏ của Anh, đầu thập niên 1700.
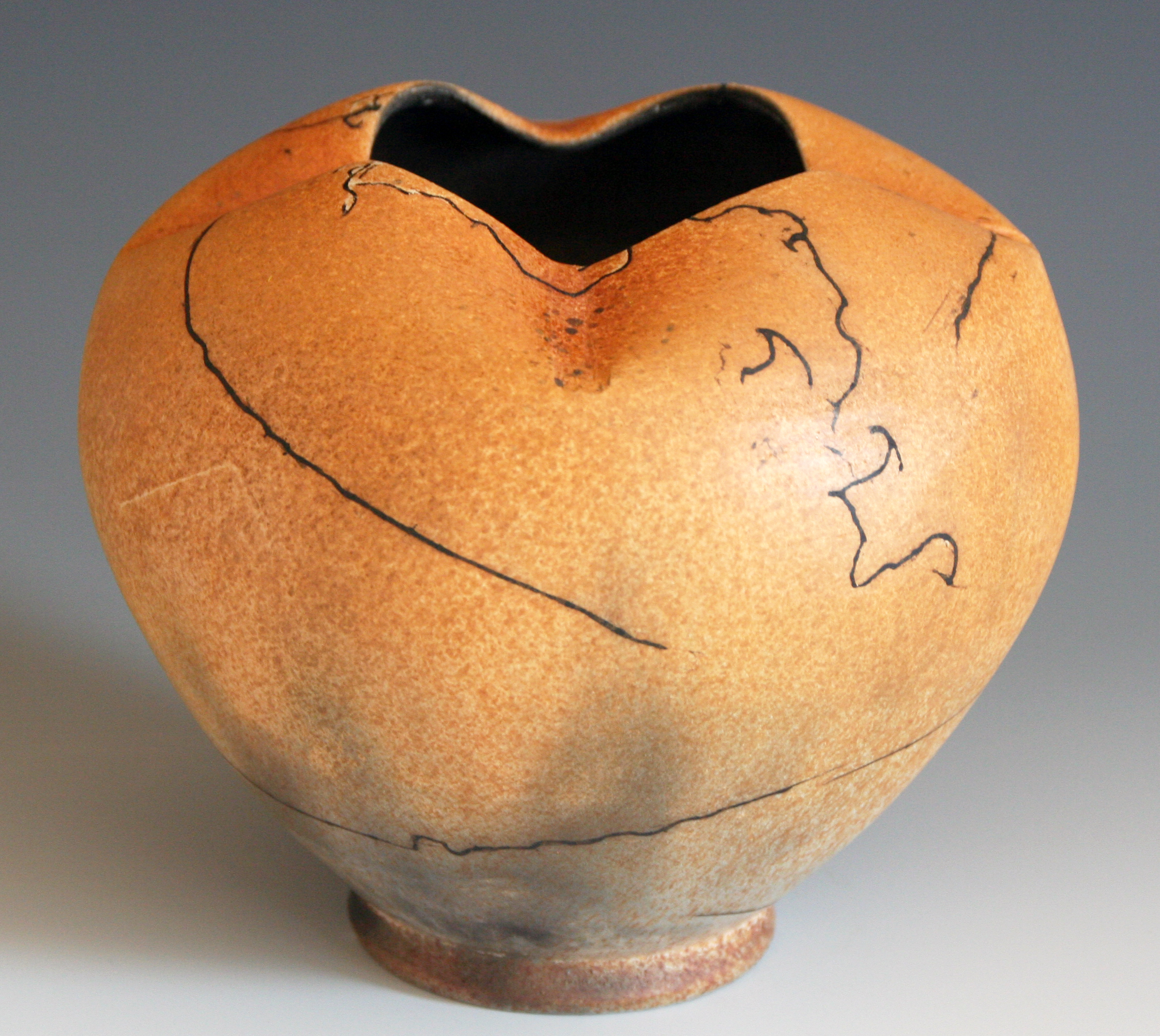
Vò gốm raku.